# Ján Móry
Ján Móry (také psán Johann Mory, pseudonym: H. Tschirmer) (10. června 1892 Banská Bystrica – 5. května 1978 Bratislava) byl slovenský hudební skladatel a pedagog.

## Život
Navštěvoval katolické gymnázium v Banské Bystrici, ale školní rok 1905/1906 absolvoval na Mariánském chlapeckém ústavu v Budapešti. Po maturitě studoval na Vysoké škole obchodní v Budapešti a praxi absolvoval v Hamburku, Berlíně a v dalších městech Evropy i v zámoří. Do roku 1921 vedl rodinný obchod v Banské Bystrici.
Od osmi let hrál na klavír u prof. Jakuba Scheinbergera v Banské Bystrici. V době studia v Budapešti studoval i kompozici u prof. Sándora Dobóa. V roce 1921 předal rodinný obchod svým sourozencům a odešel do Berlína aby studoval kompozici u Hermana Büchela. Po návratu na Slovensko vedl svůj hotelový areál Móry na Novém Štrbském plese, který se stal centrem kulturního života. Spolu s manželkou Magdou  tu pořádali hudební salony, na kterých vystupovali se svými hosty a které vysílal Radiojournal Košice v přímém přenosu. Častými hosty byli malíř Edmund Gwerk, skladatelé Alexander Albrecht, Béla Bartók, Viliam Figuš-Bystrý,Eugen Suchoň, Alexander Moyzes, pěvci Marta Krásová, Josef Munclingr, Oldřich Nový, Štefan Hoza, manželé Sylvie a Rudolf Macudzinski, klavírista Michal Knechtsberger, libretista Móryových operet Günther Bibo a mnozí další. V Banské Bystrici založil sportovní klub BAC.
Po 2. světové válce působil jako učitel a později ředitel Hudební školy ve Spišské Nové Vsi. Od roku 1960 žil a tvořil v Bratislavě. Jeho pozůstalost je uložena v Literárnom a hudobnom múzeu v Banské Bystrici.

## Dílo

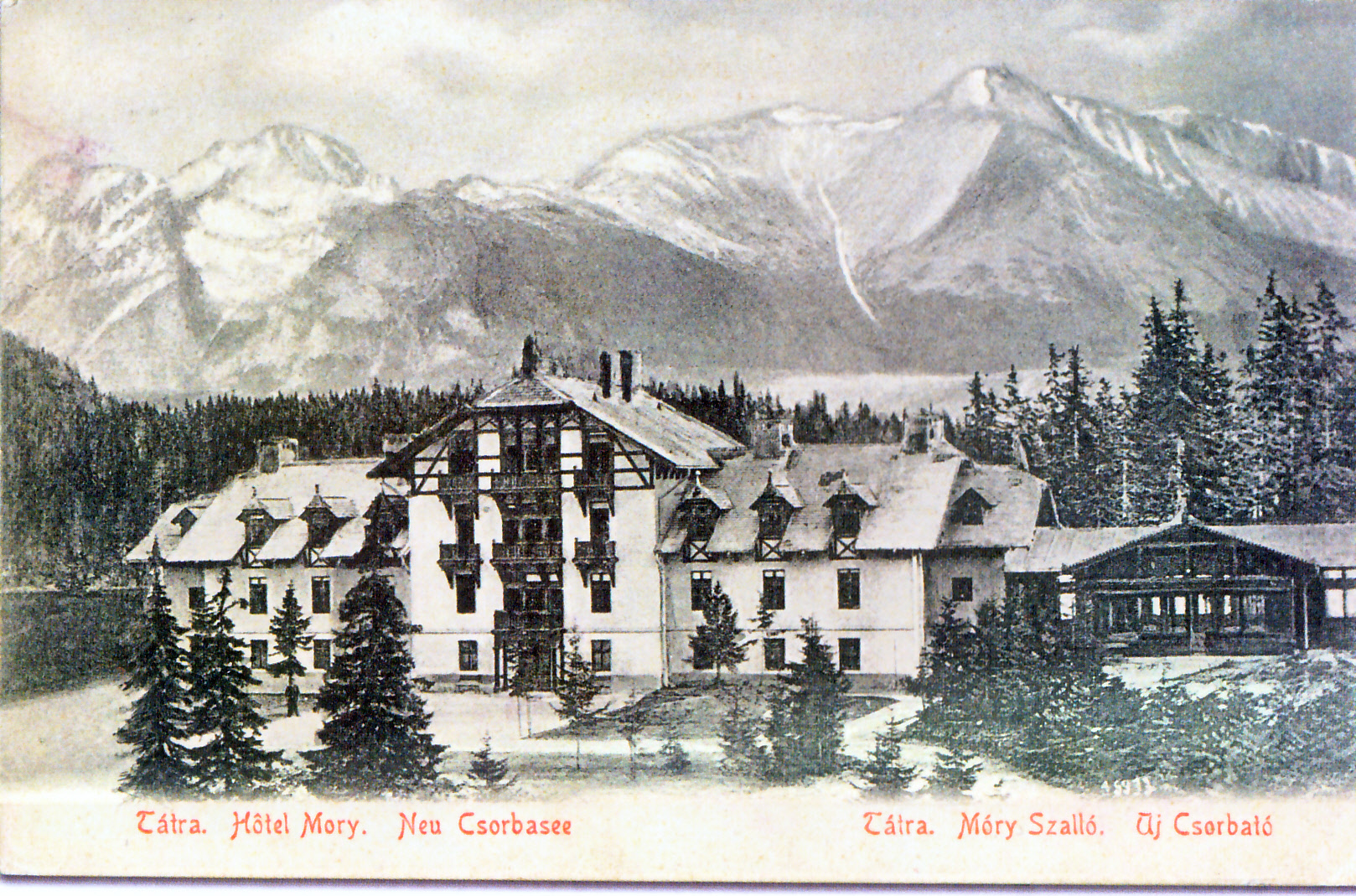
Hotel Móry na Novém Štrbském plese, 1910

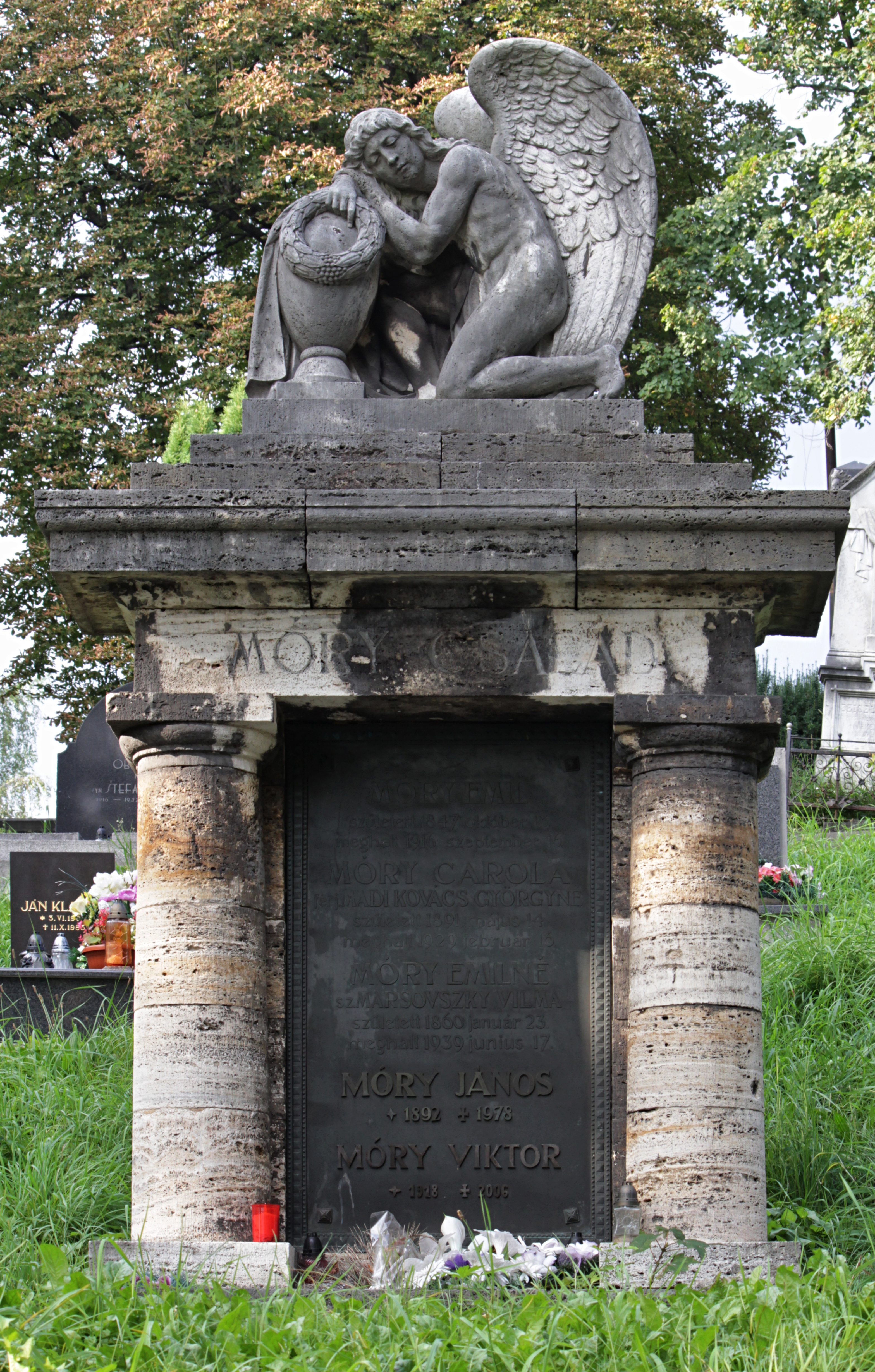
Hrob Jána Móryho v Banské Bystrici

Ján Móry je autorem dvanácti jevištních děl, více než dvou set písní, orchestrálních a komorních skladeb. Komponoval rovněž chrámovou hudbu. Byl významnou osobností hudebního života jako tvůrce slovenské zábavné hudby. Jeho písně, operety a zpěvohry se hrály rovněž v Čechách a v Německu.

### Orchestrální skladby
- Pod Kriváňom, suita, 1924
- Slovenské pastierske tance, 1925
- Pod Tatrami, symfonická báseň, 1926
- Torrero, predohra, 1929
- V tieni hôr, suita 1930
- Španielska serenata, 1931
- Karpatský pochod, 1932
- Spišské tance, 1933
- Kabylské tance, 1934
- Obrazy zo Slovenska, 1940
- Posledná cesta hrdinova, smútočný pochod, 1943
- Baletní hudba z opery Zlatovláska, 1943
- Symfonické obrazy, suita, 1950
- Zbojnícka rapsódia, 1951

### Operety
- Biela holubica (Die weisse Taube), zpěvohra, libreto Richard Wilde (Německé divadlo Brno, 1925, Košice, 1926)
- Buckelpeter (Hrbatý Petríček), dětská pohádková hra, libreto Gertruda Scholzová - Kallivodová (Matejovce pri Poprade, 1927, Německá opera Opava, Německá opera Moravská Ostrava, 1928, Hamburk)
- A sors kissaszony (Osud, Vyžrebovaná nevesta), opereta, 1928, libreto Andor Kardos, neprovedeno
- Zimný románik (Zimná rozprávka, Wintermärchen), opereta, libreto Olbrich a Wonger (Moravská Ostrava, 1927; Brno, 1928; SND Bratislava, 1932; Městské divadlo Opava, 1933)
- Torrero, zpěvohra, 1929, libreto Richard Wilde, neprovedeno
- La Valliére (Z lásky k vlasti, podle románu Dory Dunckerové, zpěvohra, libreto Günther Bibo (Schiller Theater Berlin, 1933; SND Bratislava, 1935; Košice, 1936; Slovenská televízia, 1960)
- Levočská Madona (Die holzgeschnitzte Madona), opereta, libreto Wilhelm Neményi (Rozhlas Brno, 1935, Praha)
- Slečna vdova (Jeho tri vdovy, Douglas a jeho ženy, Die vierte von rechts), libreto Hans Tschirmer (Ján Móry), texty písní Oldřich Nový (Zemské divadlo Brno, 1935; Nové divadlo Praha, 1936; Thalia Theater Hamburk, 1936; SND Bratislava, 1940)
- Pre teba všetko, opereta, libreto Oldřich Nový (Nové divadlo Praha, 1939)
- Námorný kadet (Der Seekadett), přepracovaná komická opereta F. Zella a R. Genéea, texty upravil Günther Bibo (SND Bratislava 1940, Košice, Nitra)
- Nevesta z lepších kruhov (Moja dcéra sa má vydávať), opereta, 1941 (?), (Slovenské ľudové divadlo Bratislava, 1945; Nitra).
- Zlatovláska, detská pohádková opera, libreto Dr. Otto Rosenauer a Ján Móry, neprovedeno

### Písně
- Móry János: Nótáskönyve, 14 piesní na maďarské texty
- Tagore Album, op.12, piesne na slová Rabindranátha Thákura
- Spišské balady a piesne, op. 23
- Spišské ľudové piesne
- Zemplínske ľudové piesne
- Šesť piesní na slová Rity Reiners
- Šesť piesní na slová Ľuda Trégera
- Pozdrav jari, 4 piesne
- Motívy zo Slovenského raja
- Orientálne piesne

### Sbory
- Spišské piesne, l. a 2. zošit
- Spišské ľudové piesne, zmes, 1.- 3. zošit
- Zemplínske ľudové piesne, zmes, 1.-4. zošit
- Naše krásne Pohronie
- Mestá mladých
- Pozdrav vlasti

### Chrámová hudba
- Ave Maria, op.13
- Spišská omša
- Salve Regina
- Salve mundi Domina
- Ave verum
- Regina coeli
- Laudate Dominum
- O, Maria, virgo pia
- Benedicta es tu

### Komorní hudba
- Symfonické obrazy, úprava orchestrální skladby pro klavír
- Parafráza na slovenskú ľudovú pieseň pre klavír
- Deux poemes pre husle a klavír
- Horský potok pre husle a klavír
- Song pre husle a klavír
- Capriccio pre husle a klavír
- Intermezzo pre hoboj
- Poeme pre violoncello
- Consolation pre fagot